# Vila Vella de Sitges
La Vila Vella de Sitges és una indret del municipi de Sitges (Garraf) declarada bé cultural d'interès nacional.

## Descripció
La vila de Sitges s'estén vora la llarga platja de la Ribera, a les Costes de Garraf. El nucli antic, o Vila Vella, s'alça en un petit promontori dit la Punta, que s'endinsa a la mar entre les platges de la Ribera (W) i de Sant Sebastià (E). La zona protegida comprèn la Vila Vella i el primer eixample de la població, centrat pel carrer Major, des de la mar a la plaça del Cap de la Vila. Aquest sector és presidit per l'església parroquial de Sant Bartomeu i Santa Tecla, un edifici barroc del darrer terç del segle xvii que constitueix una de les siluetes més conegudes de la vila.
Entre els edificis més notables d'aquest sector cal esmentar, a més, la Casa de la Vila, un edifici neogòtic (1888-89) que ocupa el solar de l'antic castell, aterrat aleshores. El Cau Ferrat és la casa-museu construïda (1894) per Santiago Rusiñol sobre unes cases de pescadors que donen al mar. A continuació d'aquest, hi ha el conjunt museístic de Maricel, construït el 1910-1913 per l'americà Charles Deering sobre un antic hospital del segle xiv, i ampliat el 1956 amb el Maricel de Terra.
La declaració comprèn també, fora dels límits de la Vila Vella, el Museu Romàntic (instal·lat a la casa Llopis, un edifici neoclàssic del 1793, que allotja la col·lecció de nines de Lola Anglada), i la capella del Vinyet, un edifici neoclàssic (1727-33) situat a ponent de la vila.

## Història
El primer esment de Sitges és del 992 i el del seu castell del 1041. El nucli inicial, o Vila Vella, era situat en el promontori del castell, fins que el segle xvii s'expandí pel carrer Major, el Cap de la Vila i el carrer de les Parellades. Modernament la ciutat ha crescut en totes direccions, sobretot cap al Vinyet, gràcies al seu gran desenvolupament com a nucli turístic.